# Schloss Zarghof

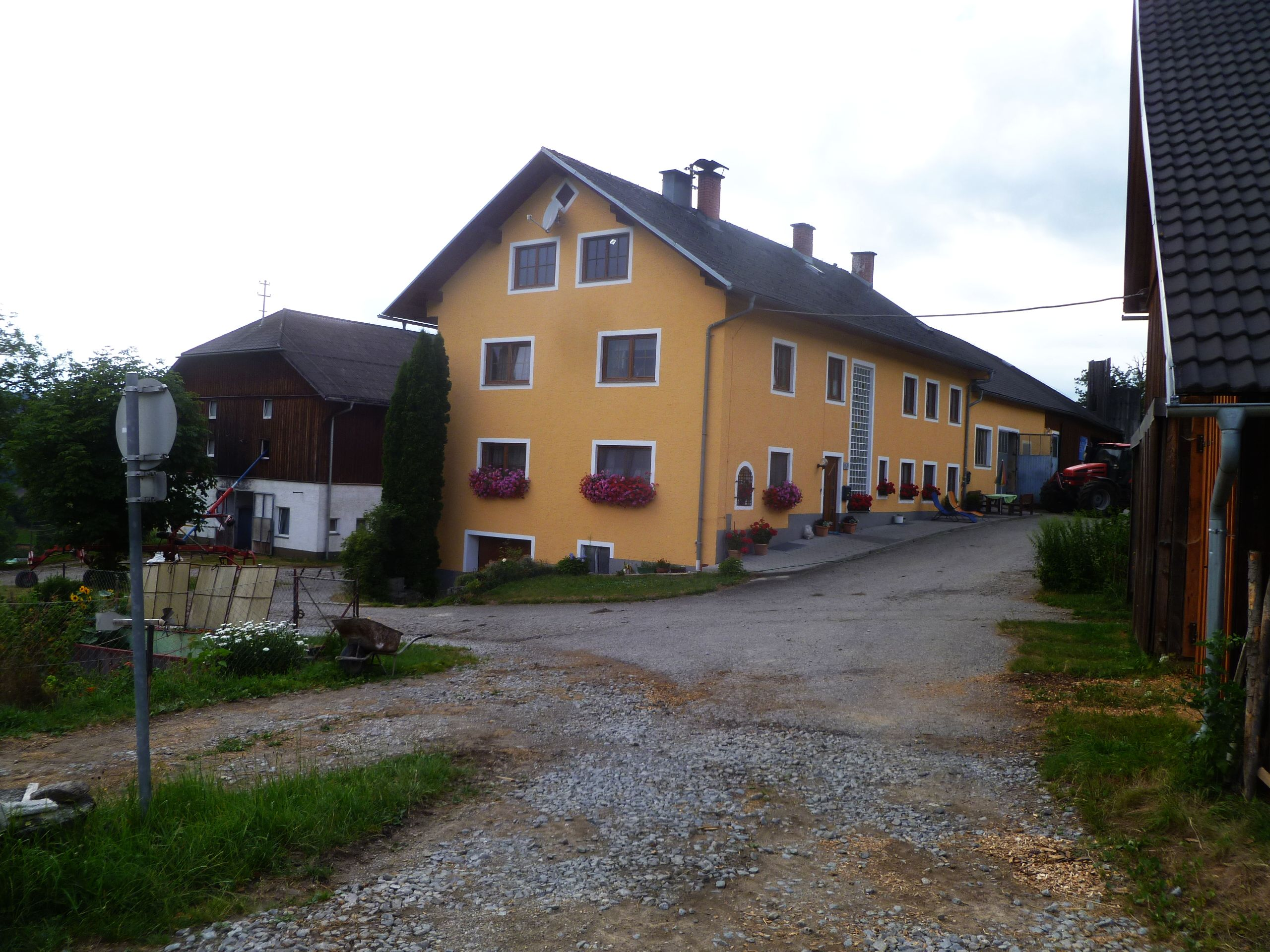
Ehemaliges Schloss Zarghof

Das Schloss Zarghof (Schlosses Zarig) bzw. der jetzige Bauernhof Zarghof liegt im Ortsteil Unterurasch der Gemeinde Lichtenau im Mühlkreis im Bezirk Rohrbach von Oberösterreich (Unterurasch 5).

## Geschichte
Die Bezeichnung „Sarg“ ist 1379 und „Czarig“ 1405 urkundlich belegt. Der Name ist höchstwahrscheinlich eine deutsche Bildung, möglich wäre aber auch eine slawische Herkunft aus „zorica“ (= Lichtung). Um 1450 gehörte der Sitz (die Zarg) einem Peter Harwekch. Dieser verkaufte ihn 1452 an Hainrich Viechtenstainer. 1456 war er im Besitz des Andreas Viechtenstainer. Der Sitz war ein Lehen der Wallseer.
Der Sitz kam später zum Gutsbesitz von Lichtenau und somit an Heinrich Herleinsperger († 1624), der 1621 Lichtenau geerbt hatte. 1620 ließ dieser den Zarghof als Witwensitz für seine Frau Praxedis von Oedt († 1626) umbauen. Als Witwensitz diente er noch bis 1682, damals für Sabine Schifer, geborene von Oedt. Im Volksmund ist heute noch die Bezeichnung „Witwenschlössl“ für den Zarghof üblich. Dieser Witwensitz wurde später in den Nordtrakt des Schlosses Lichtenau verlegt, welcher aber wegen eines Brandes im September 1945 zusammen mit der Wagenremise und der Schlossbrauerei einem Brand zum Opfer fiel. Schloss Zarig war im Übrigen mit dem Schloss Lichtenau durch einen 1,3 km langen unterirdischen Gang verbunden, dieser wurde beim Bau der neuen Lichtenauer Straße in den 70er Jahren entdeckt.
Als die Sprinzensteiner 1656 Besitzer von Lichtenau wurden, fand der Zarghof als Wohnsitz des Pflegers Verwendung. Als Amtmänner namentlich bekannt sind Siegmund Zarger (* 1497/1514; † 1587) und Hans Erdinger (1607–1612).
Bereits um 1700 wurde der Besitz an Martin Hofer und seine Frau Eva verkauft. Von einem Nachfolger namens Franz Mayrhofer wurde der Hof 1776 an die Welspergs verkauft. 1800 wurde er zu einem Bauernhof vererbrechtet. Im 19. Jahrhundert war ein Franz Obermüller Besitzer des bäuerlich gewordenen Anwesens, musste dieses aber wegen Überschuldung gerichtlich versteigern lassen. Ersteigert hat ihn ein gewisser Neudorfer aus Unterthiergrub, der erfolgreicher wirtschaftete und den Besitz an seinen Sohn Peter Neudorfer übergeben konnte. Dieser konnte den Besitz auf längere Zeit auch nicht halten.

## Zarghof heute
Das Gebäude ist um 1800 und dann am 13. September 1919 durch ein Feuer schwer beschädigt worden.
Noch in den 1970er Jahren war das Gebäude als zweigeschoßiger Bau mit Walmdach beschrieben worden, der sich den Typus eines unbewehrten Schlosses bewahrt hatte. Noch früher waren vermutlich Wehranlagen vorhanden, wie man anhand des Wehrganges über dem Eingangstor sehen konnte. Auch waren Reste eines abgetragenen Turmes sowie Treppen und Gänge in der Mauer vorhanden. Früher existierte auch ein Gefängnisraum mit an der Wand angebrachten eisernen Ringen.
Am Haus befanden sich schmiedeeiserne Fensterkörbe, auch ist ein frühbarockes Türgewände im Westtrakt des Hofes vorhanden. Die Räumlichkeiten sind saalartig und besitzen teilweise noch die alten Deckenbalken. Reste von Kassettendecken sind zu erkennen, aber übermalt. Einige Türstöcke und Türen stammen aus der Renaissance, sie besitzen noch die originalen Beschläge und Kastenschlösser aus der Zeit um 1620. Eine profanierte Kapelle ist vorhanden und an dem Kreuzrippengewölbe zu erkennen. Früher gehörte zu dem Schloss auch eine Vogeltenne.
Davon ist heute nichts mehr erkennbar. Aufgrund mehrerer Umbauten ist der Zarghof heute nur mehr als ein stattlicher bäuerlicher Betrieb anzusprechen.